# Dinotoperla inermis
Dinotoperla inermis är en bäcksländeart som beskrevs av Günther Theischinger 1988. Dinotoperla inermis ingår i släktet Dinotoperla och familjen Gripopterygidae. Inga underarter finns listade i Catalogue of Life.